# 2MASS J13382615+4140342
2MASS J13382615+4140342 ist ein L-Zwerg im Sternbild Jagdhunde. Er wurde 2000 von J. Davy Kirkpatrick et al. entdeckt.
Er gehört der Spektralklasse L2,5 an. Seine Position verschiebt sich aufgrund seiner Eigenbewegung jährlich um 0,34664 Bogensekunden.